# KILA KILA/Tan-Kyu-Shin
『KILA KILA／Tan-Kyu-Shin』（キラ・キラ／タン・キュウ・シン）は、日本のヒップホップMC・KREVAのメジャー16枚目のシングル。2011年7月20日にKnife Edgeから発売された。

## 概要
同年5月に発売された『C’mon, Let’s go』に続くKREVAの16枚目のシングル。
「KILA KILA」のリリックは2011年3月11日に発生した東日本大震災の後に書かれたものとされ、1番の16小節は震災発生から4月までの期間に頭の中にあった言葉ができ、「アグレッシ部」などに近い感触がある楽曲とし、エモーショナルな曲になったという。ただ、いつでも歌える歌にしたいという本人の意向から直接的に書かないように心がけたという。トラックはSEEDAの推薦で出会ったMAJOR MUSICが手掛けた。
「Tan-Kyu-Shin」は探究心のことであり、TX系アニメ『爆丸バトルブローラーズ ガンダリアンインベーダーズ』のエンディング・テーマに使用され、アニメのために書き下ろしたもの。
カップリングには3枚目のアルバム『よろしくお願いします』に収録されている「アグレッシ部（Remix）」以来となるSHINGO★西成とのコラボレーション楽曲「ハヒヘホ」を収録。前作『C’mon, Let’s go』のカップリングに収録された「マカーGB-mix feat. AKLO, L-VOKAL（BETTER HALVES）」に似たラインのものを作ろうと制作されたもので、タイトルのハヒヘホは、ハヒフヘホの"フ"が抜けたもの。

## ミュージック・ビデオ
本作のミュージック・ビデオは、表題曲である「KILA KILA」とカップリング曲「ハヒヘホ feat. SHINGO★西成」の2曲が合体された形で完成した。東京都の郊外のトンネルと大久保のビルの屋上で撮影されたもので、夜景も使われた。

## 収録曲
1. KILA KILA
  - 作詞：KREVA 作曲：MAJOR MUSIC a.k.a.Bastiany& HirOshima, KREVA
2. Tan-Kyu-Shin
  - 作詞・作曲：KREVA
3. ハヒヘホ feat.SHINGO★西成
  - 作詞・作曲：KREVA, SHINGO★西成
4. Instrumental

## 楽曲の収録アルバム
- GO（#1）
- KX（#1）